# Parafia Narodzenia Najświętszej Maryi Panny w Wyszonkach Kościelnych
Parafia pw. Narodzenia Najświętszej Maryi Panny w Wyszonkach Kościelnych – rzymskokatolicka parafia należąca do dekanatu Szepietowo, diecezji łomżyńskiej, metropolii białostockiej. Siedziba parafii mieści się w Wyszonkach Kościelnych.

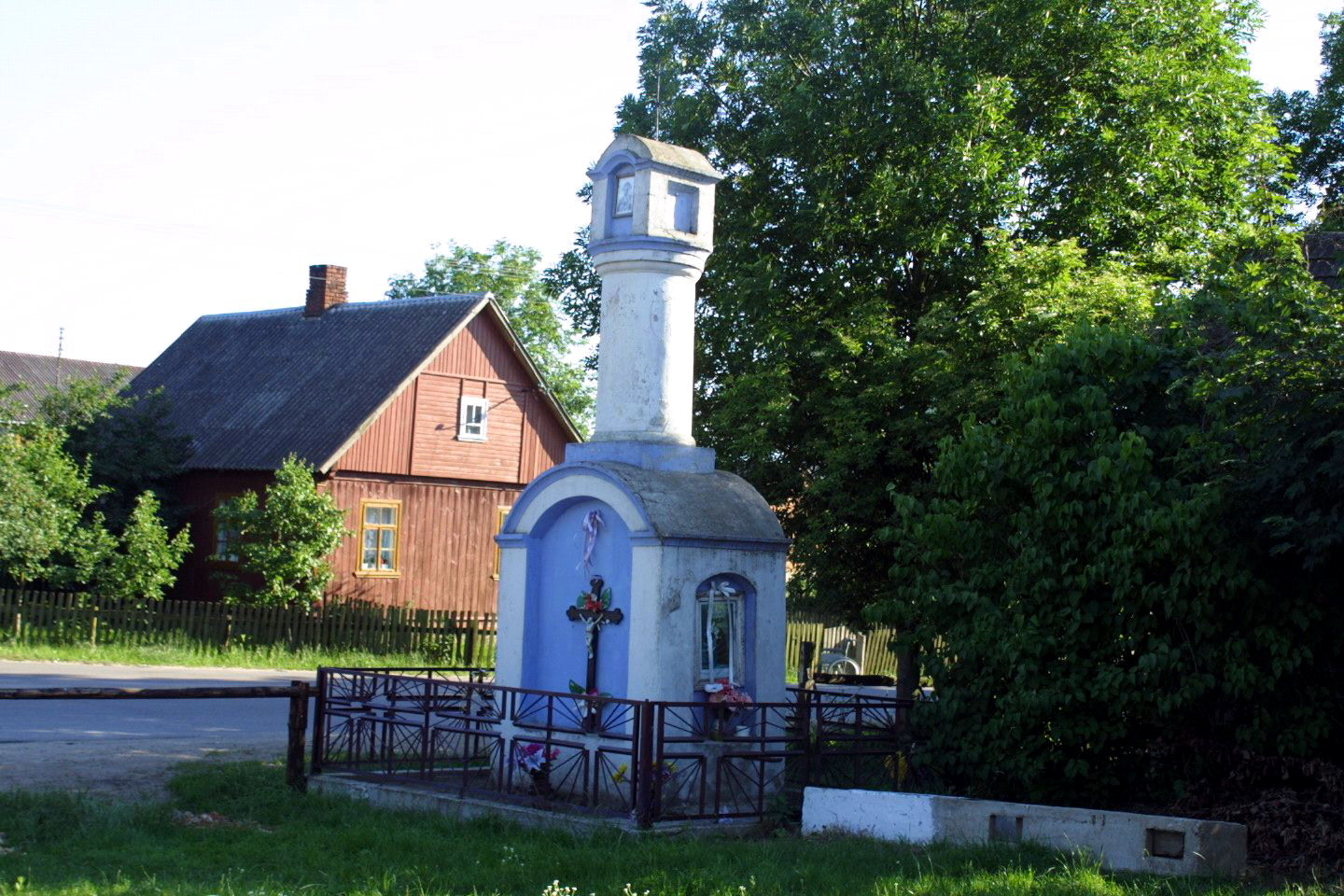
Kapliczka św. Rocha w Wyszonkach Kościelnych

## Kościół parafialny
Obecny kościół został wzniesiony w latach 1899-1904 według projektu arch. Franciszka Przecławskiego. Wieże zostały zniszczone w 1944 r. odbudowane 1950.
Według innych źródeł obecny kościół został wybudowany w latach 1904-1912.

## Obszar parafii
W granicach parafii znajdują się miejscowości:

- Kaliski (2,5 km),
- Kostry-Podsędkowięta (3 km),
- Stare Kostry (3,5 km),
- Kostry-Śmiejki (4 km),
- Nowe Warele (4,5 km),
- Stare Warele (3 km),
- Wyliny-Ruś (5 km),
- Wyszonki-Błonie (1 km),
- Wyszonki Kościelne
- Wyszonki-Klukówek (0,5 km),
- Wyszonki-Nagórki (2 km),
- Wyszonki-Włosty (0,5 km),
- Wyszonki-Wojciechy (2 km),
- Wyszonki-Wypychy (2 km),
- Nowe Zalesie (7 km),
- Zalesie Stare (1 km)

## Liczebność parafian
| Gmina   | Miejscowość              | Osób                 |
| Gmina   | Miejscowość              | XIX w. (dane 1888r.) |
| ------- | ------------------------ | -------------------- |
| Klukowo | Wyszonki Błonie          | 233                  |
| Klukowo | dwór Wyszonki Klukówek   | 103                  |
| Klukowo | folw. Klukówek           | 107                  |
| Klukowo | Kostry Podsędkowięta     | 248                  |
| Klukowo | Kostry Stare             | 161                  |
| Klukowo | Kostry Śmiejki           | 179                  |
| Klukowo | Wyszonki Nagórki         | 83                   |
| Klukowo | Wyszonki Piechacze       | 39                   |
| Klukowo | Warele Filipowicze       | 71                   |
| Klukowo | Warele Nowe              | 180                  |
| Klukowo | Warele Stare             | 124                  |
| Klukowo | Wyszonki Włosty          | 49                   |
| Klukowo | Wyszonki Wojciechy       | 175                  |
| Klukowo | Wyszonki Wypychy         | 243                  |
| Klukowo | Wyszonki Kościelne       | 108                  |
| Klukowo | Zalesie Stare            | 103                  |
| Piekuty | Mień                     | 56                   |
| Piekuty | Kostry Litwa             | 155                  |
| Piekuty | Kostry Noski             | 193                  |
| Piekuty | Wyszonki Posele          | 79                   |
| Piekuty | Wyliny Ruś               | 150                  |
| Piekuty | folw. Wyliny i Chorążyce | 135                  |
| Piekuty | Zalesie Nowe             | 137                  |

## Proboszczowie
Proboszczowie posługujący w parafii (od roku 1778):
- ks. Józef Reinigh (1778-1811)
- ks. Franciszek Jabłowski (1811-1817)
- ks. Mikołaj Błocki (1817-1825)
- ks. Szymon Gąsowski (1837-1867)
- ks. Wincenty Kuderkiewicz (w 1863 r. był administratorem, a w l. 1891-1897 proboszczem)
- ks. Michał Wiliamowicz (1898-1899)
- ks. Antoni Żochowski (1904-1912)
- ks. Feliks Tyszka (1912-1928)
- ks. Czesław Dziondziak (1928-1938)
- ks. Czesław Ostrowski (1938-1946)
- ks. Antoni Godlewski (1946-1952)
- ks. Jan Murawski (1952-1970)
- ks. Antoni Kapusta (1970-1983)
- ks. Kazimierz Chrzanowski (1983-2005)  zm. 13.03.2008[5]
- ks. Jerzy Kruszewski (2005-2010)
- ks. mgr lic. Roman Kulasik  (07.07.2010 do 2016)
- ks. kan. Mirosław Orłowski (2016-2021)
- ks. Dawid Rosiński ( adm. od 01.07. 2021-)